# Das höllisch Gold
Das höllisch Gold ist eine spätromantische Oper in einem Aufzug von Julius Bittner, der hier wie bei fast allen seinen Werken auch sein eigener Librettist war. Uraufführung des Werkes war am 15. Oktober 1916 in Darmstadt. Heutzutage ist das Werk weitgehend vergessen; aber zu Lebzeiten des Komponisten wurde es an zahlreichen Bühnen im deutschsprachigen Raum gespielt. Keine seiner anderen Opern erzielte einen vergleichbaren Erfolg.

## Handlung
Die Oper spielt irgendwo und irgendwann an einer Wegkreuzung mit Gnadenbild.
Der Beherrscher der Hölle hat einen seiner jungen Teufel auf die Erde geschickt, um eine reine Seele für die Unterwelt zu gewinnen. Damit seinem Vorhaben auch Erfolg beschieden sei, hat er ihm einen Sack voll Gold mitgegeben. Selbstverständlich soll der Teufel nicht als solcher erkannt werden. Er kommt deshalb in Gestalt eines Jägers daher. Als erstes begegnet er einer alten Frau. Als er sie bittet, ihm zu helfen, und ihr dafür Gold verspricht, zeigt sich die Alte gleich bereit, ihm zu Diensten zu sein.
Gleich darauf tritt eine jüngere Frau vor das Gnadenbild. Sie fleht die Madonna an, ihrem Gatten beizustehen, weil er in größte Not geraten sei. Er habe sich hoch verschuldet, und der Gläubiger fordere enorm hohe Zinsen, die weder sie noch ihr Mann zahlen könne. Völlig unerwartet naht Ephraim, der Sohn des Geldgebers, und überbringt der Frau das Erbteil seiner Mutter. Er erklärt ihr, dies sei der Dank dafür, dass sie als Einzige im Dorf ihn immer mit Würde behandelt habe, wohingegen er von den anderen Dorfbewohnern immer als Judenknabe verspottet worden sei. Sichtlich erleichtert über den warmen Geldsegen küsst die Frau den Jungen auf die Stirn. Dies sieht ihr Gatte, der eben in diesem Moment auftaucht, und wird eifersüchtig. Zu allem Überfluss versteht das alte Weib, seine Eifersucht zur Raserei zu treiben, indem sie ihm weismacht, seine Frau habe mit Ephraim ein Liebesverhältnis. Der Mann zückt ein Messer und stürzt auf seine Gattin zu. Gerade noch rechtzeitig kann sie hinter den dürren Dornbusch beim Gnadenbild flüchten. Da geschieht ein Wunder: Der Busch beginnt zu grünen und zu blühen. Jetzt erkennt der Mann, dass seine Frau eine reine Seele hat und ihm nicht untreu geworden ist. Während sich das Paar wieder versöhnt, fährt der Teufel mit dem alten Weib zur Hölle.

## Musik
Wie sein Landsmann Wilhelm Kienzl mit dem Evangelimann und der Elsässer Victor Ernst Nessler mit seinem Trompeter von Säckingen strebte Julius Bittner den Typ der Volksoper an: eine durchsichtige Handlung mit volksliedhaften Melodien zu verbinden. Dies macht den Zugang zu dem Werk sehr leicht.